# Lodovico di Caporiacco
Graaf Lodovico di Caporiacco (Udine, 22 januari 1900 - Parma, 18 juli 1951) was een Italiaanse arachnoloog. Hij was gespecialiseerd in spinachtigen van zuidelijk Europa en noordelijk Afrika.
Hij behaalde een eerste graad in de natuurwetenschappen in 1920. Vanaf 1929 doceerde hij zoölogie en vergelijkende anatomie. In 1933 nam hij deel aan de expeditie van kapitein Oreste Marchesi naar het bergmassief van Jebel Uweinat in de grensstreek tussen Soedan, Libië en Egypte. Daar ontdekte hij samen met de Hongaarse graaf László Almásy de rotstekeningen van ʿAin Dūa. Hij werd hoogleraar aan de universiteit van Parma in 1943.

## Door hem beschreventaxa(selectie)
- Ajmonia Caporiacco, 1934
- Archaeodictyna Caporiacco, 1928
- Arushina Caporiacco, 1947
- Arushina dentichelis Caporiacco, 1947
- Asthenargellus Caporiacco, 1949
- Asthenargellus kastoni Caporiacco, 1949
- Asthenargellus meneghettii Caporiacco, 1949
- Caffrowithius aequatorialis Caporiacco, 1939
- Camptoscaphiella Caporiacco, 1934
- Caporiaccosa arctosaeformis (Caporiacco, 1940)
- Carpathonesticus menozzii (Caporiacco, 1934)
- Castanilla Caporiacco, 1936
- Castanilla marchesii Caporiacco, 1936
- Castanilla quinquemaculata Caporiacco, 1936
- Crocodilosa Caporiacco, 1947
- Cynosa Caporiacco, 1933
- Drassodes canaglensis Caporiacco, 1927
- Echemographis Caporiacco, 1955
- Echemographis distincta Caporiacco, 1955
- Euryopis duodecimguttata Caporiacco, 1950
- Euryopis giordanii Caporiacco, 1950
- Euscorpius alpha Caporiaco, 1950
- Euscorpius balearicus Caporiacco, 1950
- Euscorpius gamma Caporiaco, 1950
- Euscorpius hadzii Caporiacco, 1950
- Euscorpius oglasae Caporiacco, 1950
- Eustacesia Caporiacco, 1954
- Eustacesia albonotata Caporiacco, 1954
- Gluviella Caporiacco, 1948
- Gluviella rhodiensis Caporiacco, 1948
- Gluviema Caporiacco, 1937
- Gluviema migiurtina Caporiacco, 1937
- Hoplolathys Caporiacco, 1947
- Hoplolathys aethiopica Caporiacco, 1947
- Hyaenosa Caporiacco, 1940
- Larinioides Caporiacco, 1934
- Mallos nigrescens (Caporiacco, 1955)
- Megarctosa Caporiacco, 1948
- Nemosinga Caporiacco, 1947
- Neoantistea maxima (Caporiacco, 1935)
- Pararaneus Caporiacco, 1940
- Pardosella Caporiacco, 1939
- Pardosella delesserti Caporiacco, 1939
- Pardosella maculata Caporiacco, 1941
- Pardosella zavattarii Caporiacco, 1939
- Philodromus alboniger Caporiacco, 1949
- Pseudoctenus Caporiacco, 1949
- Pseudodrassus Caporiacco, 1935
- Pseudonemesia Caporiacco, 1955
- Pseudotegenaria Caporiacco, 1934
- Pseudotegenaria parva Caporiacco, 1934
- Rhagodeya nigra Caporiacco, 1937
- Saitis latifrons Caporiacco, 1928
- Saitis magnus Caporiacco, 1947
- Scorteccia Caporiacco, 1936
- Scorteccia termitarum Caporiacco, 1936
- Scotocesonia Caporiacco, 1947
- Scotocesonia demerarae Caporiacco, 1947
- Synaphosus minimus (Caporiacco, 1936)
- Toschia Caporiacco, 1949
- Zangherella Caporiacco, 1949

## Hommage
Deze taxa zijn naam hem genoemd:
- Mustela kathiah caporiaccoi de Beaux, 1935
- Zodarion caporiaccoi Roewer, 1942
- Gluviopsis caporiaccoi Vachon, 1950
- Ischyropsalis caporiaccoi Roewer, 1950
- Dendryphantes caporiaccoi Roewer, 1951
- Nemastoma caporiaccoi Roewer, 1951
- Oxyopes caporiaccoi Roewer, 1951
- Philodromus caporiaccoi Roewer, 1951
- Tmarus caporiaccoi Comellini, 1955
- Caporiaccosa Roewer, 1960
- Megarctosa caporiaccoi Roewer, 1960
- Neobisium caporiaccoi Heurtault-Rossi, 1966
- Neoantistea caporiaccoi Brignoli, 1976
- Storena caporiaccoi Brignoli, 1983
- Phalangodinella caporiaccoi González-Sponga, 1987
- Glenognatha caporiaccoi Platnick, 1993
- Tetragnatha caporiaccoi Platnick, 1993
- Syntrechalea caporiacco Carico, 2008